# 休士頓太空與科學教育協會
休士頓太空與科學教育協會（英語：HASSE Houston Association for space and science education）是一个非營利性的教育計畫組織，於2004年成立，期間與NASA的美國太空和火箭中心，休斯敦太空中心，德克薩斯農工大學，休斯敦大學和火箭公司合作。理工科（英語：STEM），是科學（Science）、技術（Technology）、工程（Engineering）及數學（Math）四個學科的首字母縮略字。  為全世界學生提供富有啟發性和創造性的學習體驗，成為國際教育領域的一個典範，並受到許多國際組織與企業的仿效。HASSE 的足跡遍及四大洲，激勵了20多國的青少年與教育工作者，許多校友已成為傑出的企業家，科學家，工程師，學者和專業人士。HASSE 團隊陣容堅強的教育團隊，由前國際太空站指揮官NASA太空人，Leroy Chiao 焦立中博士擔任首席顧問。

## 外部連結
- HASSE （页面存档备份，存于）